# Mungivacca
Mungivacca è un quartiere di Bari, appartenente dal 2014 al II municipio (ex VI circoscrizione).

## Geografia fisica
Il quartiere è situato a sud-est del centro cittadino, a circa 4–5 km da esso e confina:
- a nord con il quartiere San Pasquale;
- a est con il quartiere Japigia, congiunto tramite Strada Pezze del Sole;
- a sud-ovest con il quartiere Carbonara di Bari;
- a ovest con il quartiere Carrassi.

## Storia e peculiarità
A seguito dei preparativi per il censimento del 1951, il Consiglio comunale di Bari constatò, con una delibera del 14 maggio di quell'anno, che nel prolungamento del rione San Pasquale veniva a formarsi il rione Mungivacca delimitato a nord dalle strade Bonomo e Petrera, e a sud, est e ovest, dai confini dell'allora città di Bari. Il quartiere Mungivacca fu incluso, insieme ai quartieri Carrassi, Picone e San Pasquale, in un grande quartiere che oggi non esiste più, chiamato Oriente.
L'esistenza del quartiere Mungivacca era già stata approssimativamente individuata molti anni prima con una delibera del 5 febbraio 1938 che assegnava al "rione della via di Capurso" un'iniziale denominazione di rione XXI Aprile. Per quanto riguarda il nome Mungivacca, nelle antiche carte dell'archivio comunale viene spesso riportato come "Mangiavacca", con probabile allusione al soprannome di qualche proprietario del luogo.
In occasione del successivo riordinamento dei quartieri di Bari, effettuato dal Consiglio comunale il 24 gennaio e il 26 gennaio 1970, il rione Mungivacca venne incluso nella giurisdizione del quartiere San Pasquale.
Il quartiere Mungivacca si presenta con diverse abitazioni moderne e villette, miste ad abitazioni di edilizia popolare. È dotato di un'ampia zona commerciale che si può raggiungere utilizzando anche la rete ferroviaria che porta alla stazione Bari Mungivacca, servita dai treni delle Ferrovie del Sud Est, ed è inoltre collegato con il servizio di trasporto cittadino AMTAB. Nel quartiere ha sede il noto Ospedale Pediatrico Giovanni XXIII.
Va segnalata infine la presenza di alcuni antichi insediamenti rupestri ubicati nella zona rurale del quartiere, nei pressi della stazione ferroviaria.

## Mezzi pubblici
È possibile raggiungere il quartiere Mungivacca con i seguenti mezzi pubblici:
- Linee di autobus dell'AMTAB: 21, 22, CPJ;
- Treni della Ferrovie del Sud Est, stazione di Mungivacca;
- Tangenziale di Bari SS 16, uscite 13 e 13B.